# Shayla Sanders
Shayla Sanders (ur. 6 stycznia 1994) – amerykańska lekkoatletka specjalizująca się w biegach sprinterskich.
Podczas mistrzostw świata juniorów w Barcelonie (2012) zdobyła złoty medal w sztafecie 4 x 100 metrów.
Stawała na podium juniorskich mistrzostw USA. 
Rekordy życiowe: bieg na 100 metrów – 11,13 (26 marca 2016, Los Angeles) / 11,12w (11 czerwca 2014, Eugene). 

## Osiągnięcia
| Rok  | Impreza                       | Miejsce      | Konkurencja        | Pozycja    | Wynik |
| ---- | ----------------------------- | ------------ | ------------------ | ---------- | ----- |
| 2012 | Mistrzostwa świata juniorów   | Barcelona    | sztafeta 4 x 100 m | 1. miejsce | 43,89 |
| 2016 | Młodzieżowe mistrzostwa NACAC | San Salvador | bieg na 100 m      | 2. miejsce | 11,52 |
| 2016 | Młodzieżowe mistrzostwa NACAC | San Salvador | sztafeta 4 x 100 m | 1. miejsce | 42,93 |